# Търкане
Търкане (на македонска литературна норма: Тркање) е село в източната част на Северна Македония, част от община Кочани.

## География
Селото се намира в северната част на Кочанската котловина, под южните склонове на Осоговската планина, източно от град Кочани.

## История
В края на XIX век Търкане е чисто българско село в Кочанска кааза на Османската империя. Според статистиката на Васил Кънчов („Македония. Етнография и статистика“) от 1900 година Траканье има 680 жители българи християни.
По данни на секретаря на Българската екзархия Димитър Мишев (La Macédoine et sa Population Chrétienne) през 1905 година в селото (Trakanie) има 680 жители българи екзархисти и в него функционира българско училище.
През септември 1910 година селото пострадва по време на обезоръжителната акция на младотурците.
При избухването на Балканската война в 1912 година 9 души от селото са доброволци в Македоно-одринското опълчение.
В Търкане има три църкви – „Свети Никола“ – XIX век, „Свети Георги“ – манастир, изграден и осветен в 1975 година от митрополит Наум Злетовско-Струмишки, и „Свети Димитър“.
Според преброяване от 2002 в селото има 389 домакинства с 440 къщи.

## Личности
Родени в Търкане
- Божин Андонов, български революционер от ВМОРО, четник на Симеон Клинчарски[7]
- Стоян Зашов (1898 – 1930), български революционер от ВМРО
- Стоян Трайчев Китанов (1880 - след 1943), български революционер
- Трайче Китанов (? - 1897), български революционер, куриер и милиционер на ВМОРО, арестува в 1897 година по време на Винишката афера и убит в затвора от бой[8]